# Sönam Gyatso
Sönam Gyatso (nabij Lhasa, 1543 - 20 april 1588) was de eerste persoon die bij zijn leven de benaming dalai lama kreeg. In de chronologische lijst van de successie geldt hij als de derde dalai lama. Zijn twee voorgangers als belangrijkste tulku van de gelugtraditie, Gendün Drub en Gendün Gyatso, ontvingen die benaming postuum.

## Jeugd en activiteiten in Tibet
Zijn vader, Namgyal Drakpa, was een rijke adellijke landeigenaar en traceerde zijn afkomst tot aan de periode van het Tibetaanse rijk van de Yarlung-dynastie van de 8e en 9e eeuw. Zijn moeder, Peldzom Buthrie, dochter van Wangchuk Rinpoche, was ook van adellijke afkomst. Haar familie had traditioneel nauwe banden met de in die periode in dat deel van Tibet dominante Phagmodru-dynastie.
Zoals vaak bij tulku's worden ook in zijn biografie vele wonderen vermeld, die zouden zijn opgetreden tijdens zijn geboorte. Desondanks waren zijn ouders bevreesd, dat hem op jeugdige leeftijd een ongeluk of noodlottige ziekte zou overkomen, aangezien al hun eerder geboren kinderen vroeg waren overleden. Om dat gevaar af te wenden gaven ze hem dan ook vooral melk van een witte geit te drinken. Zijn biografie meldt dat hij vanwege die reden de naam Ranusi Chöpal Zongpo (of Ranu Sicho Pelzang) ontving, de gelukkige, die beschermd werd door geitenmelk.
Ook als kind toonde hij opmerkelijke gaven en vaardigheden. In 1546 werd hij erkend als de reïncarnatie van Gendün Gyatso en geïnstalleerd in het klooster Drepung. Hij ontving daar de naam Sönam Gyatso Pelzango Tanpe Nyima Chok Thamce Lenampar Gyalwas, dat werd afgekort tot Sönam Gyatso.
Naast zijn studie begon hij op jeugdige leeftijd reeds te reizen. In 1556 maakte hij - op dertienjarige leeftijd - een reis langs vrijwel alle belangrijke kloosters van Centraal-Tibet. Hij had met name een relatie met het klooster Chokorgyel, dat door Gendün Gyatso gesticht was.
Vanaf 1559 werd hij de persoonlijke leraar van Ngawang Tashi Dragpa, de toenmalige koning van de Phagmodru-dynastie, een positie die duurde tot aan het overlijden van de koning in 1564. Naast abt van het klooster Drepung vanaf 1552, werd hij in 1558 tevens abt van het klooster Sera.
Sönam Gyatso was in die periode in Tibet een groot behartiger van de belangen van de gelug-traditie. In Centraal-Tibet stichtte hij een aantal kloosters en tempels. In 1568 of 1574 stichtte hij een persoonlijke huistempel, de Kusho Dratsang Pende Lekshe Ling, die later gedurende de periode van de vijfde dalai lama Ngawang Lobsang Gyatso werd opgenomen in de westelijke vleugel van het Potalapaleis. Die werd later onder de naam van Namgyal de persoonlijke tempel van alle dalai lama's die hierna volgden.

## Achtergrond van de Mongoolse connectie
In 1558 had Sönam Gyatso al de noordelijke grensgebieden van Centraal-Tibet bezocht. Hij stichtte daar kloosters, zoals Lithang in Kham en Kumbum in de geboorteplaats van Tsongkhapa. Even na 1570 arriveerde de eerste delegatie van Altan Khan. Deze leider van de Tümed-Mongolen was erin geslaagd een groot aantal naburige stammen te overwinnen, viel herhaaldelijk het noorden van China binnen en wist op deze wijze concessies te verkrijgen van de Ming-dynastie. Altan Khan realiseerde zich echter, dat er meer nodig was om zijn veroveringen blijvend te verankeren. Altan Khan zocht die oplossing dan ook in de bekering van zijn hof en volk tot het boeddhisme in de Tibetaanse vorm.

## De ontmoeting met Altan Khan
Na een eerste uitnodiging te hebben afgeslagen arriveert Sönam Gyatso in 1578 aan het hof van de Altan Khan. Het is niet duidelijk waar deze ontmoeting plaatsvond. De meeste historici plaatsen die in Mongolië zelf. Een aantal anderen plaatsen die nabij het duizenden kilometers zuidelijker gelegen Qinghaimeer in het gebied Kokonor, waar als sinds de tijd van Dzjengis Khan (gestorven 1227 ) Mongoolse prinsdommen aanwezig waren. Sönam Gyatso predikt het boeddhisme en de khan en zijn hof bekeren zich daartoe. De khan gaf Sönam Gyatso de titel prachtige Vajradhara, goede, briljante, prijzenswaardige oceaan, afgekort tot oceaan lama dan wel dalai lama. Het is overigens een titel die in Mongoolse bronnen al in de 13e eeuw te vinden valt als Oceaan Khan. Een meer triviale verklaring is dat de naam Gyatso in Sönam Gyatso in het Tibetaans ook oceaan betekent. Altan Khan zou bij een eerste begroeting Sönam Gyatso met de Mongoolse vertaling van zijn naam aangesproken kunnen hebben. Dat leidde tot dalai lama.
Sönam Gyatso geeft de Altan Khan de titel Dharmaraja, Grote Brahma van de Goden. Ook andere personen uit de Mongoolse adel worden door Sönam Gyatso van een titel voorzien.
Het is onduidelijk, waarom het bezoek van juist de belangrijkste lama van de gelug tot de toekomstige vergaande consequenties leidde. Tibetaanse lama's waren al decennia actief in het gebied van de Tümed-Mongolen. Uit de literatuur wordt duidelijk, dat ook andere lama's vanuit andere tradities regelmatig een bezoek aan Altan Khan brachten. Het is bekend dat Gyalpo Künga Tashi van de kagyütraditie twee maal een bezoek aan de Altan Khan bracht. Ook tijdens deze reis werden plechtige titels aan elkaar geschonken. Ook na 1578 blijft de Altan Khan lama's vanuit andere tradities ontvangen. Een verklaring zou kunnen zijn, dat de karmapa, het hoofd van de kagyütraditie, in die periode duidelijk de meest invloedrijke en machtigste tulku van het Tibetaans boeddhisme nauwe banden had met de Chinese Ming-dynastie. Om zijn onafhankelijkheid van die dynastie te profileren zou Althan Khan voor de relatie met de belangrijkste tulku van de gelug hebben gekozen.
Sönam Gyatso keerde niet meer terug naar Centraal-Tibet. Hij predikte gedurende de rest van zijn leven vooral in Oost- Tibet. In 1582 overlijdt Altan Khan. In 1584 en 1588 reisde Sönam Gyatso weer naar Mongolië. Deze reizen gingen vooral naar het noordoosten van het Mongoolse gebied. Verschillende Mongoolse stamleiders probeerden om redenen van politiek prestige de daden van Altan Khan op dit gebied te evenaren of te overtreffen. Tijdens de reis van 1584 vond er een ontmoeting plaats tussen Sönam Gyatso en Abadai Khan (ook geschreven als Abtai Sain Khan) van de meer naar het noordoosten wonende Khalkha-Mongolen. Vanaf 1585 liet Abadai het klooster Erdene Zuu bouwen, het oudste klooster in Mongolië. Sönam Gyatso zond een lama uit de sakya-traditie om het klooster in te wijden. In dit deel van het Mongoolse gebied bleef een meerderheid van de elite tot na het midden van de 17e eeuw dan ook die traditie toegedaan.
Sönam Gyatso overleed tijdens de tweede reis naar Mongolië en werd uiteindelijk opgevolgd door Yonten Gyatso, de vierde dalai lama.

## De biografie
De belangrijkste bron voor kennis omtrent het leven van Sönam Gyatso is afkomstig van een biografie die de vijfde dalai lama, Ngawang Lobsang Gyatso ongeveer 100 jaar later schreef. Die baseerde het werk op eerdere biografieën, die wel kort na het overlijden van Sönam Gyatso waren geschreven. Geen van die biografieën is echter bewaard gebleven. Het werk van de vijfde dalai lama blijft dus de belangrijkste bron.
Dat werk is van het genre dat in het Tibetaans namthar wordt genoemd. Dat is afgeleid van de term nampa tharpa, dat letterlijk complete bevrijding betekent. Dit soort biografieën gaat uit van de aanname, dat de beschreven persoon het boeddhaschap - de complete bevrijding- heeft bereikt. De biografie heeft dus tot doel hun voorbeeldige levens te illustreren en anderen te inspireren dit voorbeeld te volgen. Hierbij wordt - net als in de klassieke Tibetaanse geschiedschrijving - historische waarheidsvorsing vaak ondergeschikt gemaakt aan het beoogde pedagogische en religieuze doel.
Een vaak beschreven element in de ontmoeting met Altan Khan is het veronderstelde feit, dat Sönam Gyatso Altan Khan tot de reïncarnatie van Koeblai Khan verklaarde en Altan Khan Sönam Gyatso tot de reïncarnatie van Phagspa. Op basis hiervan zou dan de patroon-priesterrelatie van de 13e eeuw herbevestigd worden in die tussen Sönam Gyatso en Altan Khan. Er zijn wel Mongoolse bronnen van de ontmoeting met Altan Khan bewaard gebleven. Op basis daarvan komen hedendaagse historici dan ook tot de conclusie dat dit onderdeel van hun ontmoeting in feitelijke zin niet heeft plaatsgevonden. Dit is in strikt historische zin een fictie die door de vijfde dalai lama is toegevoegd en daarna onderdeel van de mythe is geworden.

## De Mongoolse connectie in retrospectief
Hedendaagse historici zien de Mongoolse connectie van uit een tweeledig perspectief. De gevormde alliantie met Althan Khan, de hierna volgende installatie van een achterkleinzoon van hem tot vierde dalai lama Yönten Gyatso verzekerde de gelug in de 17e eeuw van voldoende militaire steun om allereerst hun eliminatie in de burgeroorlog van die eeuw te voorkomen en daarna onder de vijfde dalai lama de dominante machtsfactor in Tibet te worden. De connectie had echter ook als resultaat dat in het begin van de 18e eeuw Tibet een slagveld werd voor onderling Mongoolse twisten. Op het moment dat de Chinese keizer dit als een bedreiging voor de veiligheid ging zien, had het tot gevolg dat Tibet vanaf 1720 feitelijk een Chinees protectoraat werd.
- Bibliothèque nationale de France: cb13182297n (data)
- Gemeinsame Normdatei: 122235320
- International Standard Name Identifier: 0000 0001 1072 0392
- Library of Congress Control Number: n79127192
- Nationale Bibliotheek van Tsjechië: mzk2006337390
- Nederlandse Thesaurus van Auteursnamen: 156315440
- Système universitaire de documentation: 035331291
- Trove: 1203998
- Virtual International Authority File: 77191966
- WorldCat: E39PBJhxtrcg8RGxydXmwWH6Kd

1: Gendün Drub · 2: Gendün · 3: Sönam · 4: Yönten · 5: Ngawang Lobsang · 6: Tsangyang · (6: Yeshe) · 7: Kälsang · 8: Jampäl · 9: Lungtog · 10: Tsültrim · 11: Khädrub ·   12: Trinley · 13: Thubten · 14: Tenzin